# Azud de Pareja
El azud de Pareja es un azud situado en el cauce del arroyo de Ompólveda dentro del embalse de Entrepeñas, en el término municipal de Pareja (Guadalajara, España). Fue inaugurado en 2008 para un uso recreativo y turístico, que ya no podía ofrecer el embalse de Entrepeñas por su escasez de agua embalsada, y para el abastecimiento de agua a los municipios cercanos en épocas estivales y de sequía.